# Linamar Plettenberg

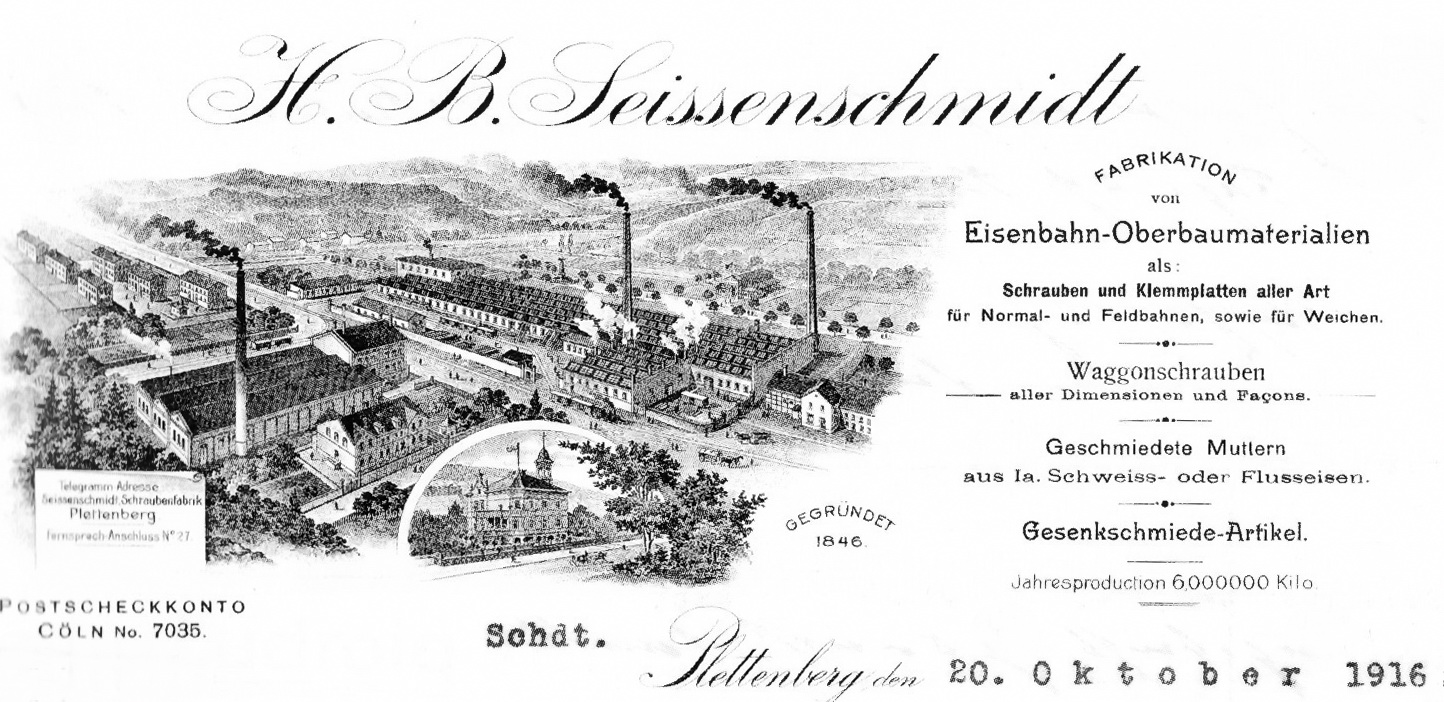
Kopfbogen des Unternehmens H. B. Seissenschmidt aus dem Jahr 1916.

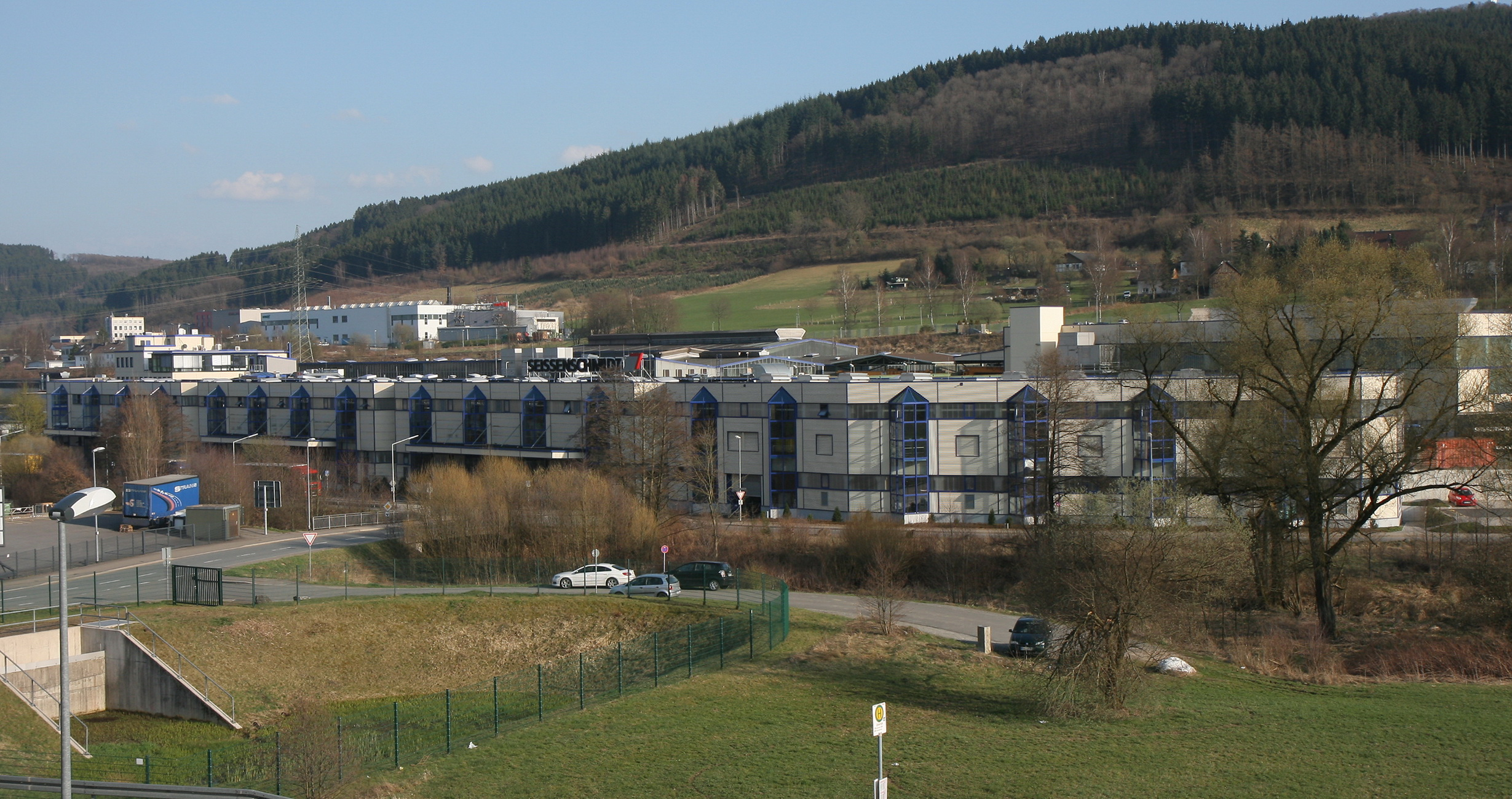
Betriebsstätte Daimlerstraße 9–11

Die Linamar Plettenberg GmbH, ehemals Seissenschmidt, mit Sitz in Plettenberg ist ein Unternehmen der Automobilzuliefererbranche. Das Fertigungsprogramm umfasst unter anderem Präzisionskomponenten für Getriebe, Motoren, Differenziale, Achsen, Gelenkwellen und weitere Einsatzbereiche in Antrieb und Fahrwerk. Linamar Plettenberg GmbH ist ein Tochterunternehmen der kanadischen Linamar Corporation.

## Geschichte
Gegründet wurde das Unternehmen 1846 durch Hermann Bernhard Seissenschmidt. Seissenschmidt stellte anfangs Holzschrauben her. In den folgenden Jahren kam die Fertigung von Eisenbahnoberbaustoffen, Waggonbeschlagteilen, Schrauben und Muttern hinzu. Das Unternehmen firmierte unter „H. B. Seissenschmidt“.
1859 ersetzten die ersten Plettenberger Dampfmaschinen die Wasserkraft. Nach dem Tod des Firmengründers übernahm 1860 dessen Sohn Wilhelm Seissenschmidt den Betrieb. In den Jahren 1882 bis 1891 wurde die Schmiede um 14 Fallhämmer erweitert. Die ersten Elektromotoren kamen zum Einsatz. Wilhelm Seissenschmidt ließ Betriebswohnungen errichten, stiftete ein Armenhaus und 1893 ein Krankenhaus. Er gründete eine „Fabrikkrankenkasse“. Nach dem Tod von Wilhelm Seissenschmidt übernahm seine Frau Eleonore die Geschäfte. 1917 erfolgte die Übernahme durch die Tochter Anna Engelhard.
1924 wurde H. B. Seissenschmidt in eine „Familien“-Aktiengesellschaft umgewandelt. Ab 1928 leitete Egenolf Engelhard, der Urenkel des Firmengründers, das Unternehmen. 1933/1934 wurde eine moderne Schmiedehalle errichtet.
Mit der Produktion von Verschraubungen für Heizradiatoren wurde 1948 begonnen.
Seissenschmidt war Lieferant für Produkte unter anderem für die Bahnindustrie, den Heizungsbau und den Spannbetonbau.
Die Produktion von Schmiedeteilen für die Automobilindustrie begann 1964 mit der Investition in eine erste vollautomatische Horizontal-Mehrstufenpresse zur Warmumformung. Für die Großserienfertigung wurden vollautomatische Horizontal-Mehrstufenpressen verwendet, mit denen 10.800 Schmiedeteile pro Stunde gefertigt werden konnten. In den 1970er-Jahren wurde der innerstädtische Betrieb, der an der Grünestraße gegründet und dort bis dahin seinen Sitz hatte, im Zuge der Innenstadtsanierung in das Industriegebiet Köbbinghausen ausgesiedelt. 1976 begann der Umzug nach Köbbinghausen.
In den Jahren 1993 bis 1995 wurde Seissenschmidt von einem konventionellen zu einem vollautomatisierten Umformbetrieb.
2013 erwirtschaftete die Unternehmensgruppe mit rund 900 Mitarbeitern einen Umsatz von 228 Millionen Euro. Zum Konzern gehörten neben der Aktiengesellschaft die Tochterunternehmen Seissenschmidt Components Processing GmbH + Co. KG (Plettenberg), Seissenschmidt Components Processing Verwaltungs GmbH (Plettenberg), Seissenschmidt Heat Treatment GmbH + Co. KG (Halver), Seissenschmidt Heat Treatment Verwaltungs GmbH (Halver), Seissenschmidt Precision Components Kft. (Gyöngyös/Ungarn), Seissenschmidt Corporation (Oscoda/Michigan/USA), Seissenschmidt Future Energy GmbH + Co. KG (Plettenberg) und die Seissenschmidt Future Energy Verwaltungs GmbH (Plettenberg).
Im Jahr 2014 begannen die Planungen zur Übernahme der Seissenschmidt Aktiengesellschaft durch den kanadischen Automobilzulieferer Linamar. Ab Anfang 2015 gehörte Seissenschmidt vollständig zu Linamar. Am 1. Juni 2015 entstand nach Maßgabe eines Beschlusses der Hauptversammlung der Aktiengesellschaft die Seissenschmidt GmbH durch Umwandlung im Wege des Formwechsels der Seissenschmidt Aktiengesellschaft. Am 10. Juni 2015 wurde die Seissenschmidt Aktiengesellschaft im Handelsregister gelöscht.
Im Februar 2021 erfolgte die Umfirmierung der „Seissenschmidt GmbH“ in „Linamar Plettenberg GmbH“.